# Riu Fred (Alt Àneu)
El Riu Fred, en occità Arriu Hered, és un barranc que discorre pràcticament sempre a cavall del terme municipal de Naut Aran (Vall d'Aran, Occitània, dins de l'antic terme de Tredòs) i d'Alt Àneu, (Pallars Sobirà), dins de l'antic terme d'Isil.
Neix a dins de la Vall d'Aran, en el vessant meridional de l'extrem de llevant de la Montanha de Barlonguera, a ponent del Tuc dera Gireta, des d'on davalla cap al sud-est, fins a arribar al nord del Bosc de Comagireta, on el barranc torç cap al sud-oest i el sud, alhora que esdevé limítrof de la manera abans indicada. Continua baixant cap al sud, amb girades a causa de l'orografia del lloc per on travessa, deixant tota la Serra de Montgosso a llevant. En el darrer tram deixa també a l'esquerra el Bosc del Riu Fred, els Malls de Montgosso i la Solana de Montgosso, i s'aboca en la Noguera Pallaresa a poca distància a ponent del Pont de Marimanya.